# Pintura a base de plomo

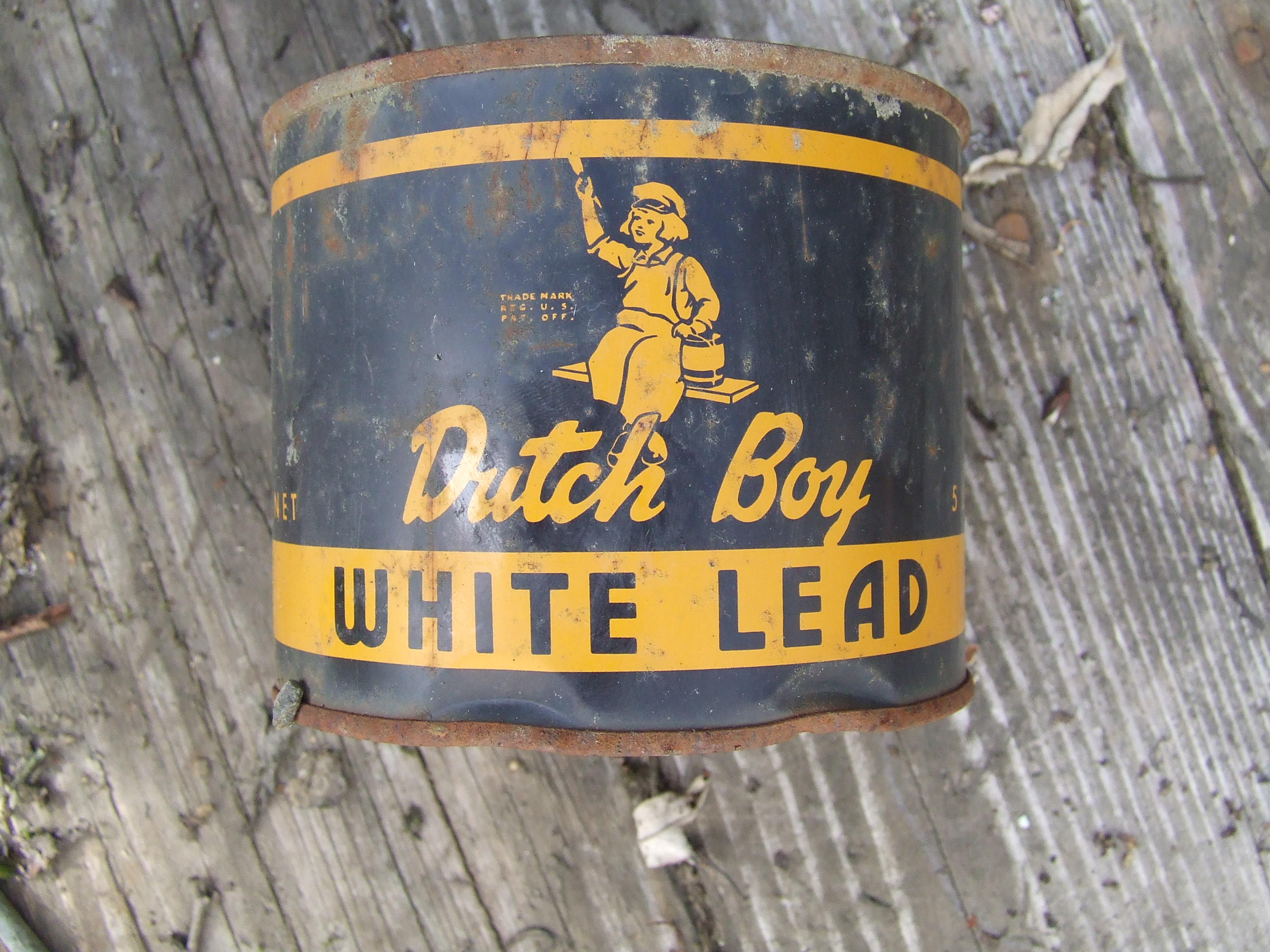
Logotipo de Dutch Boy Paint (frente)

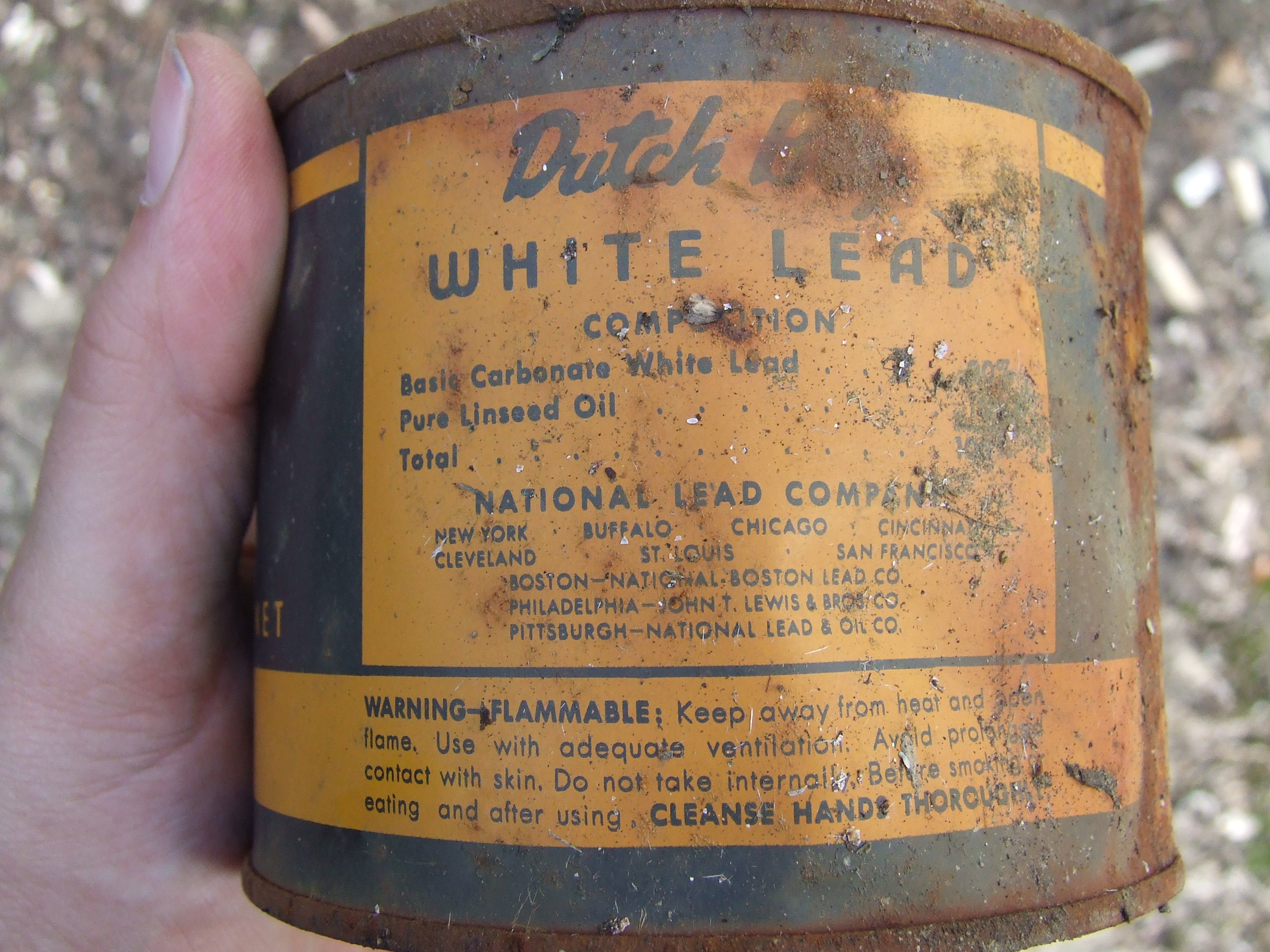
Logotipo de Dutch Boy Paint (parte trasera)

La pintura a base de plomo o pintura con plomo es la pintura que contiene plomo. Como pigmento, el cromato de plomo (II) ( PbCrO
4, "amarillo de cromo "), óxido de plomo (II,IV), ( Pb
3O
4, "plomo rojo") y carbonato de plomo (II) ( PbCO
3, "blanco de plomo o cerusa ") son las formas más comunes. Se agrega plomo a la pintura para acelerar el secado, aumentar la durabilidad, mantener una apariencia fresca y resistir la humedad que causa la corrosión. Es uno de los principales peligros para la salud y el medio ambiente asociados con la pintura. La pintura con plomo generalmente se ha dejado de usar debido a la naturaleza tóxica del plomo. Alternativas, como la pintura a base de agua, sin plomo a base de agua, están fácilmente disponibles hoy en día.
En algunos países se sigue añadiendo plomo a la pintura destinada a uso doméstico, mientras que en países como los Estados Unidos y el Reino Unido tienen normativas que prohíben su uso. Sin embargo, todavía se puede encontrar pintura con plomo en propiedades antiguas pintadas antes de la introducción de dichas reglamentaciones. Aunque el plomo ha sido prohibido en las pinturas para el hogar en los Estados Unidos desde 1978, todavía se puede encontrar en la pintura para señalización vial.

## Historia
La cerusa o blanco de plomo se producía durante el siglo IV a. C.; el proceso fue descrito por Plinio el Viejo, Vitruvio y el antiguo autor griego Teofrasto.
El método tradicional de elaboración del pigmento se denominaba proceso de apilamiento. Cientos o miles de vasijas de barro que contenían vinagre y plomo estaban incrustadas en una capa de casca o estiércol de vaca. Las ollas estaban diseñadas para que el vinagre y el plomo estuvieran en compartimentos separados, pero el plomo estaba en contacto con el vapor del vinagre. El plomo generalmente se enrollaba en espiral y se colocaba en una repisa dentro de la olla. La olla estaba cubierta sin apretar con una rejilla de plomo, lo que permitía que el dióxido de carbono formado por la fermentación de la corteza tostada o el estiércol circulara en la olla. Cada capa de las vasijas de barro se cubría con una nueva capa de casca, luego otra capa de vasijas. El calor creado por la fermentación, el vapor del ácido acético y el dióxido de carbono dentro de la chimenea hacían su trabajo y en un mes las bobinas de plomo estaban cubiertas con una costra de plomo blanco. Esta corteza se separaba del plomo, se lavaba y se molía para obtener pigmento. Este era un proceso extremadamente peligroso para los trabajadores. Textos medievales advertían del peligro de "apoplejía, epilepsia y parálisis" por trabajar con blanco de plomo.
En 1786, Benjamin Franklin escribió una carta advirtiendo a un amigo sobre los peligros del plomo y la pintura con plomo, que consideraba bien establecidos. A pesar de los riesgos, el pigmento fue muy popular entre los artistas por su densidad y opacidad; una pequeña cantidad podría cubrir una gran superficie. Antes del siglo XIV, era muy utilizado por los artistas, cuando fue sustituido por el blanco de zinc y el blanco titanio.
Los peligros de la pintura con plomo se consideraron bien establecidos a principios del siglo XX. En la edición de julio de 1904 de su publicación mensual, Sherwin-Williams informó sobre los peligros de la pintura que contiene plomo y señaló que un experto francés había considerado que la pintura con plomo era "venenosa en gran medida, tanto para los trabajadores como para los habitantes de una casa pintada con colores a base de plomo". Ya en 1886, las leyes de salud alemanas prohibían que mujeres y niños trabajaran en fábricas que procesaban pintura con plomo y acetato de plomo.
La Liga de las Naciones inició esfuerzos para prohibir la pintura con plomo en 1921.

## Toxicidad

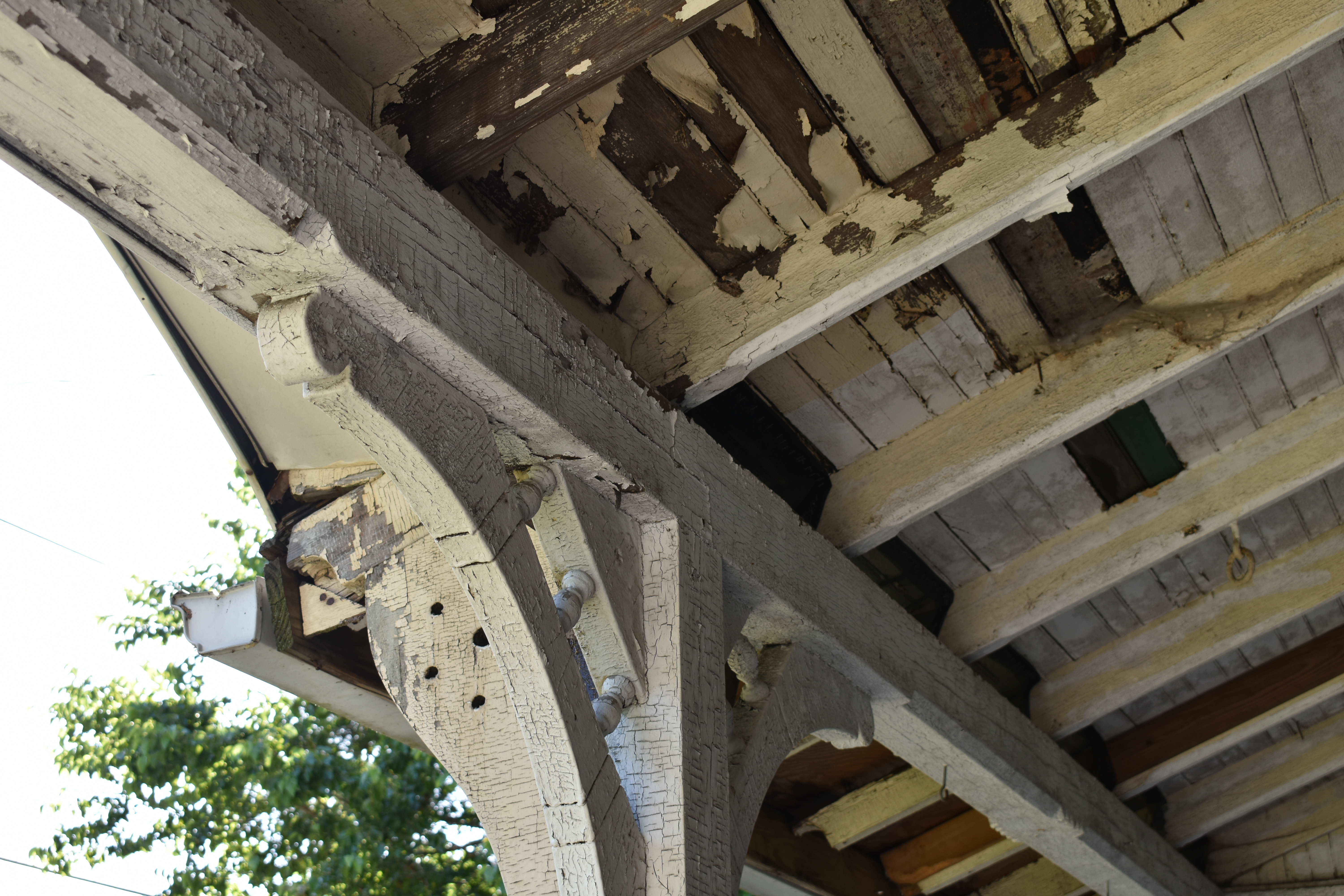
La pintura a base de plomo puede agrietarse y formar escamas, que luego contaminan el entorno circundante.

La pintura con plomo es peligrosa. Puede causar daño al sistema nervioso, retraso en el crecimiento, daño renal y retraso en el desarrollo. Es peligroso para los niños porque tiene un sabor dulce, por lo que incentiva a los niños a llevarse a la boca virutas de plomo y juguetes con polvo de plomo. La pintura con plomo puede causar problemas reproductivos, incluida una disminución en la concentración de esperma en los hombres. El plomo también se considera un carcinógeno probable. Altos niveles de exposición pueden ser letales.

## Regulación

### Canadá
En Canadá, se reguló por primera vez en la Ley de Productos Peligrosos en 1976, la cual limitaba el contenido de plomo de las pinturas y otros revestimientos líquidos en muebles, productos para el hogar, productos para niños y superficies exteriores e interiores de cualquier edificio frecuentado por niños al 0,5 % por peso. Las nuevas regulaciones sobre los materiales de revestimiento de superficies, que entraron en vigor en 2005, limitaron aún más el plomo a su nivel de fondo para las pinturas para interiores y exteriores que se venden a los consumidores. Los fabricantes de pintura canadienses se han ajustado a este nivel básico en sus pinturas de consumo para interiores y exteriores desde 1991. Sin embargo, una empresa canadiense, Dominion Color Corporation, es "el mayor fabricante de pigmentos de pintura a base de plomo del mundo" y se ha enfrentado a críticas públicas por obtener el permiso de la Agencia Europea de Productos Químicos para seguir exportando pinturas de cromato de plomo de su filial holandesa a países donde sus usos no están estrictamente regulados.

### Unión Europea
La pintura con plomo está prohibida en la Unión Europea por la Directiva de Restricción de Sustancias Peligrosas (RoHS) de 2003, que prohíbe las sustancias peligrosas en los bienes de consumo, incluida la pintura. Esta ley reemplazó y armonizó las leyes existentes de los Estados miembros, muchas de las cuales habían prohibido la pintura con plomo años antes.
Para proteger la salud de los pintores, Francia aprobó en 1909 una ley que prohíbe el uso de pinturas que contengan plomo para pintar el interior y el exterior de todos los edificios.

### India
La pintura con plomo se prohibió en la India en 2016. Un estudio de 2015 encontró que más del 31 % de las pinturas para el hogar en la India (pequeñas marcas fabricadas por pequeñas y medianas empresas en la India, con alcance y distribución locales limitados) tenían una concentración de plomo superior a 10 000 partes por millón (ppm), que supera con creces el estándar BIS de 90 ppm de plomo en la pintura. El 1 de noviembre de 2017 entró en vigor el Reglamento sobre Contenido de Plomo en Pinturas Domésticas y Decorativas, según el cual las pinturas deben tener menos de 90 ppm de plomo y su etiqueta debe indicarlo. Sin embargo, dos años más tarde, un análisis de 32 muestras de pintura fabricadas localmente en nueve estados encontró un contenido de plomo que oscilaba entre 10 ppm y 186 062 ppm, y el 90 % de las muestras tenían niveles de plomo superiores a 90 ppm.

### Filipinas
Filipinas prohibió la pintura a base de plomo en 2013, pero en 2017, el 15 % de la pintura aún no estaba certificada. La Coalición EcoWaste y la Asociación Filipina de Fabricantes de Pinturas declararon el 1 de enero de 2020 que Filipinas ha eliminado gradualmente la pintura con plomo luego de la implementación de la Orden Administrativa 2013-24 del Departamento de Medio Ambiente y Recursos Naturales (DENR), o la Orden de Control Químico para el Plomo. y Lead Compounds, que ordenó a los fabricantes de pinturas que contienen plomo para usos industriales que eliminen dichas pinturas antes del 31 de diciembre de 2019.

### Sudáfrica
En Sudáfrica, la Ley de Sustancias Peligrosas de 2009 clasifica el plomo como una sustancia peligrosa y limita su uso en pinturas a 600 partes por millón (ppm). Una enmienda propuesta modificará esto a 90 ppm, por lo que erradicará casi por completo el plomo de la pintura. La enmienda también incluiría todas las pinturas industriales, que anteriormente estaban excluidas.

### Reino Unido
La pintura con plomo está prohibida en el Reino Unido desde 1992.

### Estados Unidos

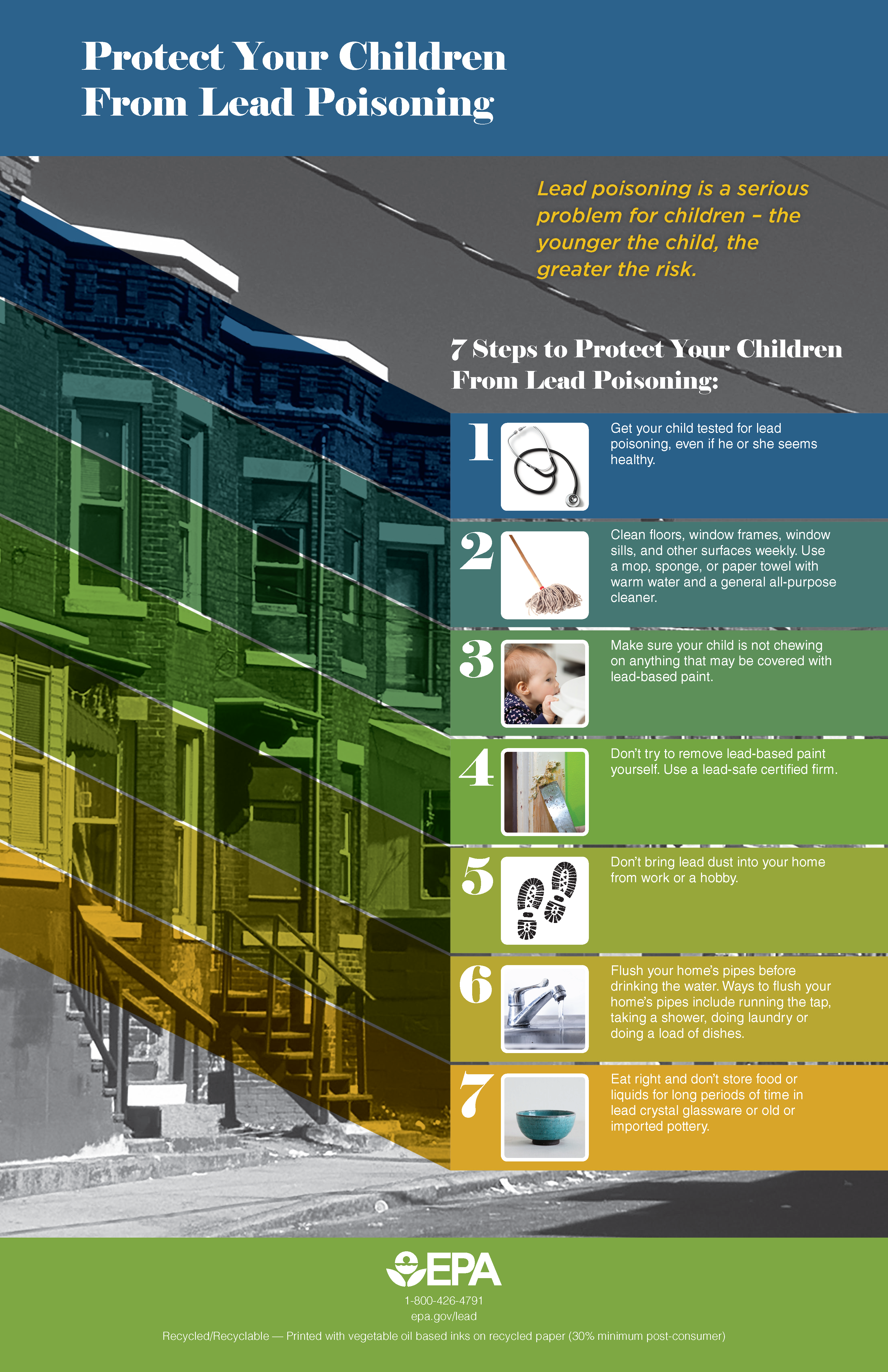
Afiche de la EPA sobre cómo proteger a los niños del envenenamiento por plomo

La Comisión de Seguridad de Productos para el Consumidor de EE. UU. (CPSC) prohibió la pintura con plomo en 1977 en propiedades residenciales y edificios públicos (16 CFR 1303), junto a juguetes y muebles que contengan pintura con plomo. La razón citada fue "reducir el riesgo de envenenamiento por plomo en niños que pueden ingerir pedacitos o peladuras de pintura". Para los fabricantes, la CPSC instituyó la Ley de mejora de la seguridad de los productos de consumo de 2008, que cambió el límite del contenido de plomo en la pintura del 0,06 % al 0,009 % a partir del 14 de agosto de 2009. En 2018, el estado de Delaware prohibió el uso de pintura con plomo en estructuras al aire libre. Además, la Ley de Reducción de Riesgos de Pintura a Base de Plomo Residencial ( también conocida como "Ley de Pintura con Plomo") se creó para garantizar que la divulgación de cualquier peligro a base de plomo en un edificio se analice con compradores o inquilinos potenciales de unidades. Si bien la EPA y el HUD han definido LBP como 1,0 mg/cm2 (medido por XRF) o 0,5 % de plomo por peso seco (también conocido como 5000 ppm), algunos estados y municipios han ido más allá. Por ejemplo, la Ley local 66 de la ciudad de Nueva York de 2019 define LBP como 0,500 mg/cm2 (XRF) o 0,25 % de peso seco de plomo (2500 ppm).
En abril de 2010, la Agencia de Protección Ambiental de EE. UU. (EPA, por sus siglas en inglés) exigió que todos los renovadores que trabajaran en casas construidas antes de 1978 y alteraran más de 6 pies cuadrados (55,7 dm²)   de pintura con plomo dentro de la casa o 20 pies cuadrados (185,8 dm²)   fuera del hogar sea certificado. La Regla de Renovación, Reparación y Pintura con Plomo de la EPA (Regla RRP) reduce el riesgo de contaminación por plomo de las actividades de renovación de viviendas. Requiere que las empresas que realicen proyectos de renovación, reparación y pintura que alteren la pintura a base de plomo en hogares, guarderías y centros preescolares (cualquier instalación ocupada por niños) construidos antes de 1978 estén certificadas por la EPA y usen renovadores certificados que hayan sido capacitados por la EPA. -proveedores de capacitación aprobados para seguir prácticas de trabajo seguras con el plomo.
En 2018 había aproximadamente unas 37  millones de casas y apartamentos con pintura a base de plomo en los Estados Unidos.

## Pintura con plomo en el arte

### Pinturas al óleo
En el arte, la pintura con plomo blanco o cerusa se conoce también como "blanco en escamas" o "blanco Cremnitz". Es valorado por la facilidad de manejo y la resiliencia que confiere el plomo a las pinturas al óleo. La pintura blanca con plomo se seca relativamente rápido para formar una película de pintura fuerte y flexible. El blanco a base de plomo es uno de los pigmentos fabricados más antiguos. Antes del siglo XX, era el único pigmento blanco disponible para los artistas en cantidades apreciables, cuando estuvieron disponibles el blanco de zinc y el blanco de titanio. Se pensaba que el blanco de plomo producido industrialmente, el pigmento típico desde el siglo XIX enta su prohibición, era inferior a las formas fabricadas tradicionalmente, que tenían partículas de "escamas" más grandes que conferían facilidad de manejo.
Los blancos de titanio y zinc son mucho menos tóxicos que el blanco de plomo y lo han suplantado en gran medida en la mayoría de las aplicaciones de bellas artes. Las normas de seguridad también han hecho que el blanco de plomo sea más caro y difícil de obtener en algunas regiones, como la UE. Las pinturas al óleo de plomo blanco todavía son producidas y utilizadas por artistas que prefieren su manejo, mezcla y cualidades estructurales únicas. El blanco de plomo también ha demostrado tener una mayor longevidad en comparación con el zinc y el titanio, que se agrietarán mucho antes.
Las nuevas pinturas con escamas blancas tienen varios inconvenientes, incluida una tendencia a volverse transparente con el tiempo. También se ennegrece ante la presencia de ciertos contaminantes atmosféricos, aunque esto puede revertirse.

### Pinturas a base de agua
El plomo no es un pigmento tradicional en medios acuosos, ya que el zinc es superior para obras sobre papel, al igual que el hidróxido de calcio (cal apagada) para frescos. Las pinturas a base de plomo, cuando se usan en papel, a menudo hacen que el trabajo se decolore después de largos períodos; el carbonato de plomo de la pintura reacciona con el sulfuro de hidrógeno en el aire y con los ácidos, que a menudo provienen de las huellas dactilares.

## Substitutos

### Titanio
Los fabricantes de pinturas han reemplazado el plomo blanco con un sustituto menos tóxico, el dióxido de titanio, que se utilizó por primera vez en pinturas en el siglo XIX. El dióxido de titanio se considera lo suficientemente seguro para usarse como colorante alimentario y en la pasta de dientes, y es un ingrediente común en los protectores solares. El blanco de titanio tiene una opacidad y un poder colorante mucho mayores que el blanco de plomo, y puede dominar fácilmente a la mayoría de los otros pigmentos si no se mezcla con cuidado. 

### Zinc
El blanco de zinc es menos opaco y más débil en cuanto a la fuerza del tinte que el blanco de titanio o el blanco de plomo. Se usa comúnmente para aclarar mezclas sutilmente mientras se mantiene la transparencia. Aunque el blanco de zinc es el blanco estándar en acuarelas, se ha debatido su solidez estructural en óleos. El blanco de zinc se seca lentamente y crea una película de pintura relativamente inflexible. Los críticos del pigmento argumentan que su uso conduce a un agrietamiento y delaminación excesivos, incluso cuando se usa con moderación.